# Saint Martins
Saint Martins és una població dels Estats Units a l'estat de Missouri. Segons el cens del 2000 tenia 1.023 habitants.

## Demografia
Segons el cens del 2000, Saint Martins tenia 1.023 habitants, 391 habitatges, i 276 famílies. La densitat de població era de 248,4 habitants per km².
Dels 391 habitatges en un 41,9% hi vivien nens de menys de 18 anys, en un 57,5% hi vivien parelles casades, en un 9,7% dones solteres, i en un 29,2% no eren unitats familiars. En el 27,4% dels habitatges hi vivien persones soles el 9,7% de les quals corresponia a persones de 65 anys o més que vivien soles. El nombre mitjà de persones vivint en cada habitatge era de 2,62 i el nombre mitjà de persones que vivien en cada família era de 3,16.
Per edats la població es repartia de la següent manera: un 30,3% tenia menys de 18 anys, un 8,5% entre 18 i 24, un 29,2% entre 25 i 44, un 22,8% de 45 a 60 i un 9,2% 65 anys o més.
L'edat mediana era de 33 anys. Per cada 100 dones de 18 o més anys hi havia 88,1 homes.
La renda mediana per habitatge era de 41.389 $ i la renda mediana per família de 52.917 $. Els homes tenien una renda mediana de 31.484 $ mentre que les dones 22.262 $. La renda per capita de la població era de 23.900 $. Entorn del 6% de les famílies i el 8,8% de la població estaven per davall del llindar de pobresa.

## Poblacions properes
El següent diagrama mostra les poblacions més properes.